# Sienna Guillory
Sienna Tiggy Guillory (Kettering, 16 marzo 1975) è un'attrice britannica.
È conosciuta per il ruolo di Emma nel film The Time Machine (2002), la poliziotta Jill Valentine nella serie Resident Evil e l'imprenditrice Hillary Driscoll nel film Shark 2 - L'abisso (2023). 

## Biografia
Nasce a Kettering, Northamptonshire, da Isaac Guillory, chitarrista folk di origini cubane, e dalla prima moglie, la modella inglese Tina Thompson. Studia al Gresham's School. Nel 1993, terminati gli studi, la giovane si avvicina al mondo del cinema alternando per diversi anni comparsate in pellicole secondarie e produzioni televisive.
Nel 2001 la Guillory ottiene uno dei primi ruoli rilevanti della propria carriera recitando nella produzione ad alto costo  The Time Machine tratta dall'omonimo capolavoro della letteratura fantascientifica di H.G. Wells. L'anno seguente l'attrice è l'interprete principale del colossal televisivo Helen of Troy - Il destino di un amore e della commedia hollywoodiana Love Actually. È però nel 2004 che Sienna Guillory ottiene la parte che le consente di farsi conoscere e apprezzare dal grande pubblico: il regista Paul W. S. Anderson la sceglie per dare corpo all'eroina Jill Valentine, grintosa poliziotta dalla mira infallibile ed esperta di arti marziali nel fortunato Resident Evil: Apocalypse, in cui divide la scena con Milla Jovovich e Oded Fehr.
Nel 2005 è scritturata per recitare la parte dell'elfa Arya in Eragon. Ha lavorato in altre due pellicole in uscita nel 2007: il film spagnolo El corazón de la tierra. Nel 2010 riprende il ruolo della poliziotta Jill Valentine nel film horror Resident Evil: Afterlife accanto a Milla Jovovich, Ali Larter e Wentworth Miller. Prende parte anche al quinto capitolo della saga Resident Evil, Resident Evil: Retribution, uscito nelle sale cinematografiche italiane il 28 settembre 2012. Nel 2018 è la protagonista del videoclip del singolo di Liam Gallagher Paper Crown, tratto dall'album As You Were. Nel 2023 interpreta la malvagia imprenditrice Hillary Driscoll nel film Shark 2 - L'abisso al fianco di Jason Statham.

## Vita privata
Dopo una convivenza di quattro anni con l'attore britannico Nick Moran, cessata nel 2000, si è sposata con l'attore italo-britannico Enzo Cilenti, con cui ha avuto due gemelle: Lucia e Valentina.

## Filmografia

### Attrice

#### Cinema
- The Future Lasts Long Time, regia di David Jackson - cortometraggio (1996)
- Star! Star!, regia di Jette Müller e Andy Schimmelbusch (1999)
- The 3 Kings, regia di Shaun Mosley (2000)
- Sorted, regia di Alexander Jovy (2000)
- The Rules of Engagement, regia di Jamie Goold - cortometraggio (2000)
- Late Night Shopping, regia di Saul Metzstein (2001)
- Two Days, Nine Lives, regia di Simon Monjack (2001)
- The Last Minute, regia di Stephen Norrington (2001)
- Kiss Kiss (Bang Bang), regia di Stewart Sugg (2001)
- Superstition, regia di Kenneth Hope (2001)
- Oblivious, regia di Ozgur Uyanik - cortometraggio (2001)
- The Time Machine, regia di Simon Wells (2002)
- The Principles of Lust, regia di Penny Woolcock (2003)
- Love Actually - L'amore davvero (Love Actually), regia di Richard Curtis (2003)
- Resident Evil: Apocalypse, regia di Alexander Witt (2004)
- Silence Becomes You, regia di Stephanie Sinclaire (2005)
- In the Bathroom, regia di Olivier Venturini - cortometraggio (2005)
- Rabbit Fever, regia di Ian Denyer (2006)
- Eragon, regia di Stefen Fangmeier (2006)
- El corazón de la tierra, regia di Antonio Cuadri (2007)
- Inkheart - La leggenda di cuore d'inchiostro (Inkheart), regia di Iain Softley (2008)
- Perfect Life, regia di Josef Rusnak (2010)
- Resident Evil: Afterlife, regia di Paul W.S. Anderson (2010)
- Django Gunless (Gunless), regia di William Phillips (2010)
- I'm Here, regia di Spike Jonze - cortometraggio (2010)
- The Big Bang, regia di Tony Krantz (2011)
- Resident Evil: Retribution, regia di Paul W.S. Anderson (2012)
- High-Rise - La rivolta (High-Rise), regia di Ben Wheatley (2015)
- The Warriors Gate, regia di Matthias Hoene (2016)
- L'amore è senza età (Remember Me), regia di Martín Rosete (2019)
- Clifford - Il grande cane rosso (Clifford the Big Red Dog), regia di Walt Becker (2021)
- Il colore della libertà (Son of the South), regia di Barry Alexander Brown (2021)
- Shark 2 - L'abisso (Meg 2: The Trench), regia di Ben Wheatley (2023)

#### Televisione
- Riders, regia di Gabrielle Beaumont - film TV (1993)
- The Buccaneers, regia di Philip Saville – miniserie TV (1995)
- In Suspicious Circumstances – serie TV, episodio 5x08 (1996)
- Out of Sight – serie TV, episodi 1x04-1x05 (1996)
- Dzvirpaso M, regia di Otar Shamatava - film TV (1999)
- Take a Girl Like You, regia di Nick Hurran - film TV (2000)
- Helen of Troy - Il destino di un amore (Helen of Troy), regia di John Kent Harrison - miniserie TV (2003)
- Beauty, regia di Ben Bolt - film TV (2004)
- Miss Marple (Agatha Christie's Marple) – serie TV, episodio 1x04 (2005)
- The Virgin Queen, regia di Coky Giedroyc – miniserie TV (2006)
- Criminal Minds – serie TV, episodi 3x20-4x01 (2008)
- The Oaks – serie TV, episodio 1x00 (2008)
- Virtuality, regia di Peter Berg - film TV (2009)
- Covert Affairs – serie TV, episodio 1x08 (2010)
- CSI - Scena del crimine (CSI: Crime Scene Investigation) – serie TV, episodio 11x01 (2010)
- Luther – serie TV, 4 episodi (2013)
- Fortitude – serie TV, 24 episodi (2015-2018)
- Raised by Wolves - Una nuova umanità (Raised by Wolves) – serie TV, episodio 1x02 (2020)

#### Videoclip
- Liam Gallagher Paper Crown (2017)

### Doppiatrice
- Eragon - videogioco (2006)
- The Last Belle, regia di Neil Boyle – cortometraggio (2011)

## Riconoscimenti
- British Independent Film Awards
  - 2014 – Candidatura come Miglior attrice non protagonista per The Goob
- Phoenix Film Critics Society Awards
  - 2004 – Candidatura come Miglior recitazione d'insieme per Love Actually

## Doppiatrici italiane
Nelle versioni in italiano delle opere in cui ha recitato, Sienna Guillory è stata doppiata da:
- Chiara Colizzi in The Time Machine, Eragon, Inkheart - La leggenda di cuore d'inchiostro, Resident Evil: Afterlife, Clifford - Il grande cane rosso
- Stella Musy in Helen of Troy - Il destino di un amore
- Francesca Fiorentini in Criminal Minds
- Roberta Pellini in Resident Evil: Apocalypse
- Alessandra Korompay in Resident Evil: Retribution
- Maura Ragazzoni in The Big Bang
- Claudia Catani in Miss Marple
- Federica De Bortoli in Fortitude
- Domitilla D'Amico in Raised by Wolves - Una nuova umanità
- Valentina Favazza ne Il colore della libertà
- Sabrina Duranti in Shark 2 - L'abisso